# Afraid of the Dark
"Afraid of the Dark" is een nummer van de Nederlandse band Chef'Special. Het nummer verscheen op 26 maart 2021 als single.

## Achtergrond
"Afraid of the Dark" is geschreven door alle bandleden in samenwerking met Absofacto en Kosuke Kasza en geproduceerd door gitarist Guido Joseph met Absofacto en Kasza. Zanger Joshua Nolet wilde in eerste instantie geen nieuwe muziek schrijven, nadat de tournee ter promotie van het in 2020 uitgebrachte album Unfold werd afgelast vanwege de coronacrisis. Hij vertelde hierover: "Ik zat met mijn gevoel nog helemaal bij dat album en voelde me niet klaar om weer te gaan schrijven. Ik heb wel last gehad van dat gevoel van unfinished business. Ik wilde nog een vorm vinden om dat album een plekje te vinden, terwijl onze gitarist Guido klaar was om door te gaan met nieuwe muziek. We hebben daar in de zomer veel gesprekken over gevoerd en zijn toen in het najaar weer aan de slag gegaan." Het resultaat van deze sessies was het nummer "Afraid of the Dark", wat volgens Nolet een lied was dat de band nodig had. Om deze reden werd het uitgebracht voordat een volledig album was geschreven.
"Afraid of the Dark" gaat volgens zanger Joshua Nolet over "de moed hebben om kwetsbaar te zijn." Hij kampte op dat moment al enige tijd met depressies. Hij beschreef de openingsregels als volgt: "Je wil vrienden worden met de duisternis waar je bang voor bent, want je weet dat het sterker wordt als je het negeert." Hij vertelde tevens dat het gaat over de onzekere tijden rondom de coronacrisis. Het heeft ook een persoonlijke lading; zo gaat het volgens Nolet over zijn eigen depressies tijdens de winter. Het is echter geen verdrietig nummer, "maar vooral iets om kracht uit te halen. Het gaat over de moed van het omarmen van dit gevoel en om hulp te vragen als je het nodig hebt."
"Afraid of the Dark" werd de grootste hit die Chef'Special tot op dat moment had gehad. Het werd hun eerste top 10-hit in de Nederlandse Top 40 en piekte in deze lijst op de tweede plaats, terwijl in de Single Top 100 de twaalfde plaats werd bereikt. In Vlaanderen werd de Ultratop 50 niet gehaald, maar kwam de single wel in de "Bubbling Under"-lijst terecht.
In de videoclip van "Afraid of the Dark" is ballerina Michaela DePrince te zien, die een eigen gechoreografeerde dans uitvoert. Zowel DePrince als Chef'Special zijn ambassadeurs van War Child. Het nummer is dan ook gebruikt in een televisiereclame voor deze organisatie. Nolet sprak zelf de bijbehorende radiocommercial in.

## Hitnoteringen

### Nederlandse Top 40
| Hitnotering: 10-04-2021 t/m 28-08-2021 | Hitnotering: 10-04-2021 t/m 28-08-2021 | Hitnotering: 10-04-2021 t/m 28-08-2021 | Hitnotering: 10-04-2021 t/m 28-08-2021 | Hitnotering: 10-04-2021 t/m 28-08-2021 | Hitnotering: 10-04-2021 t/m 28-08-2021 | Hitnotering: 10-04-2021 t/m 28-08-2021 | Hitnotering: 10-04-2021 t/m 28-08-2021 | Hitnotering: 10-04-2021 t/m 28-08-2021 | Hitnotering: 10-04-2021 t/m 28-08-2021 | Hitnotering: 10-04-2021 t/m 28-08-2021 | Hitnotering: 10-04-2021 t/m 28-08-2021 | Hitnotering: 10-04-2021 t/m 28-08-2021 | Hitnotering: 10-04-2021 t/m 28-08-2021 | Hitnotering: 10-04-2021 t/m 28-08-2021 | Hitnotering: 10-04-2021 t/m 28-08-2021 | Hitnotering: 10-04-2021 t/m 28-08-2021 | Hitnotering: 10-04-2021 t/m 28-08-2021 | Hitnotering: 10-04-2021 t/m 28-08-2021 | Hitnotering: 10-04-2021 t/m 28-08-2021 | Hitnotering: 10-04-2021 t/m 28-08-2021 | Hitnotering: 10-04-2021 t/m 28-08-2021 | Hitnotering: 10-04-2021 t/m 28-08-2021 |
| Week                                   | 1                                      | 2                                      | 3                                      | 4                                      | 5                                      | 6                                      | 7                                      | 8                                      | 9                                      | 10                                     | 11                                     | 12                                     | 13                                     | 14                                     | 15                                     | 16                                     | 17                                     | 18                                     | 19                                     | 20                                     | 21                                     |                                        |
| -------------------------------------- | -------------------------------------- | -------------------------------------- | -------------------------------------- | -------------------------------------- | -------------------------------------- | -------------------------------------- | -------------------------------------- | -------------------------------------- | -------------------------------------- | -------------------------------------- | -------------------------------------- | -------------------------------------- | -------------------------------------- | -------------------------------------- | -------------------------------------- | -------------------------------------- | -------------------------------------- | -------------------------------------- | -------------------------------------- | -------------------------------------- | -------------------------------------- | -------------------------------------- |
| Nummer                                 | 40                                     | 34                                     | 29                                     | 25                                     | 18                                     | 15                                     | 8                                      | 6                                      | 4                                      | 2                                      | 2                                      | 3                                      | 3                                      | 5                                      | 7                                      | 8                                      | 13                                     | 13                                     | 18                                     | 23                                     | 30                                     | uit                                    |

### Single Top 100
| Hitnotering: 03-04-2021 t/m 11-12-2021 | Hitnotering: 03-04-2021 t/m 11-12-2021 | Hitnotering: 03-04-2021 t/m 11-12-2021 | Hitnotering: 03-04-2021 t/m 11-12-2021 | Hitnotering: 03-04-2021 t/m 11-12-2021 | Hitnotering: 03-04-2021 t/m 11-12-2021 | Hitnotering: 03-04-2021 t/m 11-12-2021 | Hitnotering: 03-04-2021 t/m 11-12-2021 | Hitnotering: 03-04-2021 t/m 11-12-2021 | Hitnotering: 03-04-2021 t/m 11-12-2021 | Hitnotering: 03-04-2021 t/m 11-12-2021 | Hitnotering: 03-04-2021 t/m 11-12-2021 | Hitnotering: 03-04-2021 t/m 11-12-2021 | Hitnotering: 03-04-2021 t/m 11-12-2021 | Hitnotering: 03-04-2021 t/m 11-12-2021 | Hitnotering: 03-04-2021 t/m 11-12-2021 | Hitnotering: 03-04-2021 t/m 11-12-2021 | Hitnotering: 03-04-2021 t/m 11-12-2021 | Hitnotering: 03-04-2021 t/m 11-12-2021 | Hitnotering: 03-04-2021 t/m 11-12-2021 |
| Week                                   | 1                                      | 2                                      | 3                                      | 4                                      | 5                                      | 6                                      | 7                                      | 8                                      | 9                                      | 10                                     | 11                                     | 12                                     | 13                                     | 14                                     | 15                                     | 16                                     | 17                                     | 18                                     | 19                                     |
| -------------------------------------- | -------------------------------------- | -------------------------------------- | -------------------------------------- | -------------------------------------- | -------------------------------------- | -------------------------------------- | -------------------------------------- | -------------------------------------- | -------------------------------------- | -------------------------------------- | -------------------------------------- | -------------------------------------- | -------------------------------------- | -------------------------------------- | -------------------------------------- | -------------------------------------- | -------------------------------------- | -------------------------------------- | -------------------------------------- |
| Nummer                                 | 100                                    | 68                                     | 49                                     | 37                                     | 31                                     | 26                                     | 25                                     | 23                                     | 24                                     | 19                                     | 18                                     | 18                                     | 16                                     | 14                                     | 12                                     | 14                                     | 14                                     | 12                                     | 15                                     |
| Week                                   | 20                                     | 21                                     | 22                                     | 23                                     | 24                                     | 25                                     | 26                                     | 27                                     | 28                                     | 29                                     | 30                                     | 31                                     | 32                                     | 33                                     | 34                                     | 35                                     | 36                                     | 37                                     |                                        |
| Nummer                                 | 13                                     | 16                                     | 22                                     | 26                                     | 40                                     | 43                                     | 45                                     | 41                                     | 44                                     | 53                                     | 62                                     | 68                                     | 75                                     | 70                                     | 74                                     | 75                                     | 86                                     | 90                                     | uit                                    |

### NPO Radio 2 Top 2000
| Nummer met noteringen in de NPO Radio 2 Top 2000 | '21  | '22 | '23 | '24  |
| ------------------------------------------------ | ---- | --- | --- | ---- |
| Afraid of the Dark                               | 1395 | 669 | 894 | 1063 |

1. ↑  Een vetgedrukt getal geeft de hoogste notering aan.
2. ↑  2021 was het eerste jaar met een notering voor dit nummer.